# دانیلو ساپونوف
دانیلو ساپونوف (اوکراینی: Данило Сапунов؛ زادهٔ ۵ آوریل ۱۹۸۲) اهل اوکراین است.

## حرفه
وی همچنین از ورزشکاران سه‌گانه بازی‌های المپیک تابستانی ۲۰۰۴ تا ۲۰۱۲ بوده‌است.